# Rettungszeichen

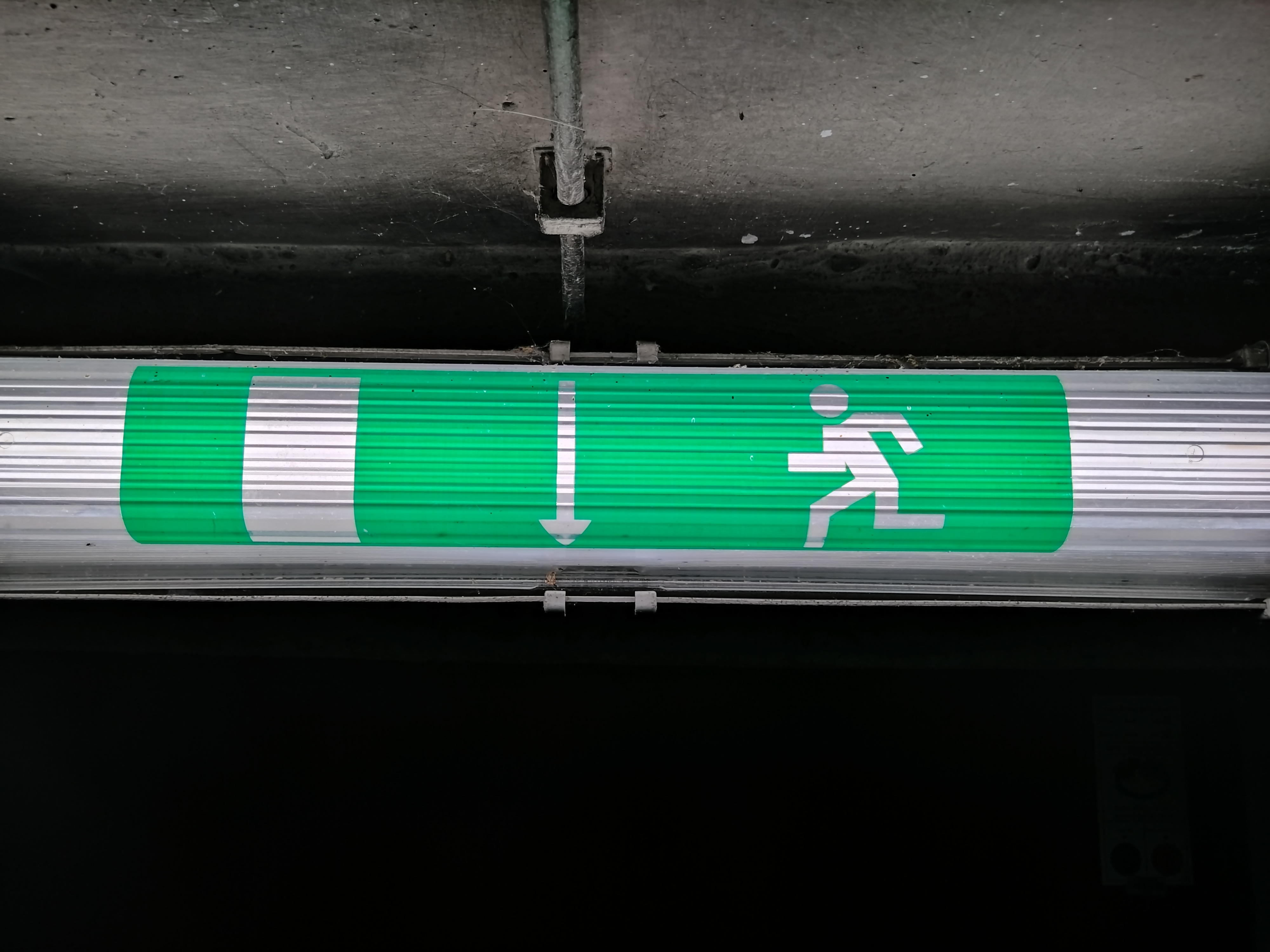
Eine Notausgangsleuchte nach Richtlinie 92/58/EWG

Als Rettungszeichen werden Sicherheitszeichen bezeichnet, die auf Einrichtungen, Geräte oder Rettungswege hinweisen, die für die Rettung von Personen von Wichtigkeit sind.

## Normung

Rettungszeichen: Rettungsweg/Notausgang mit Richtungspfeil

### Internationale Normung

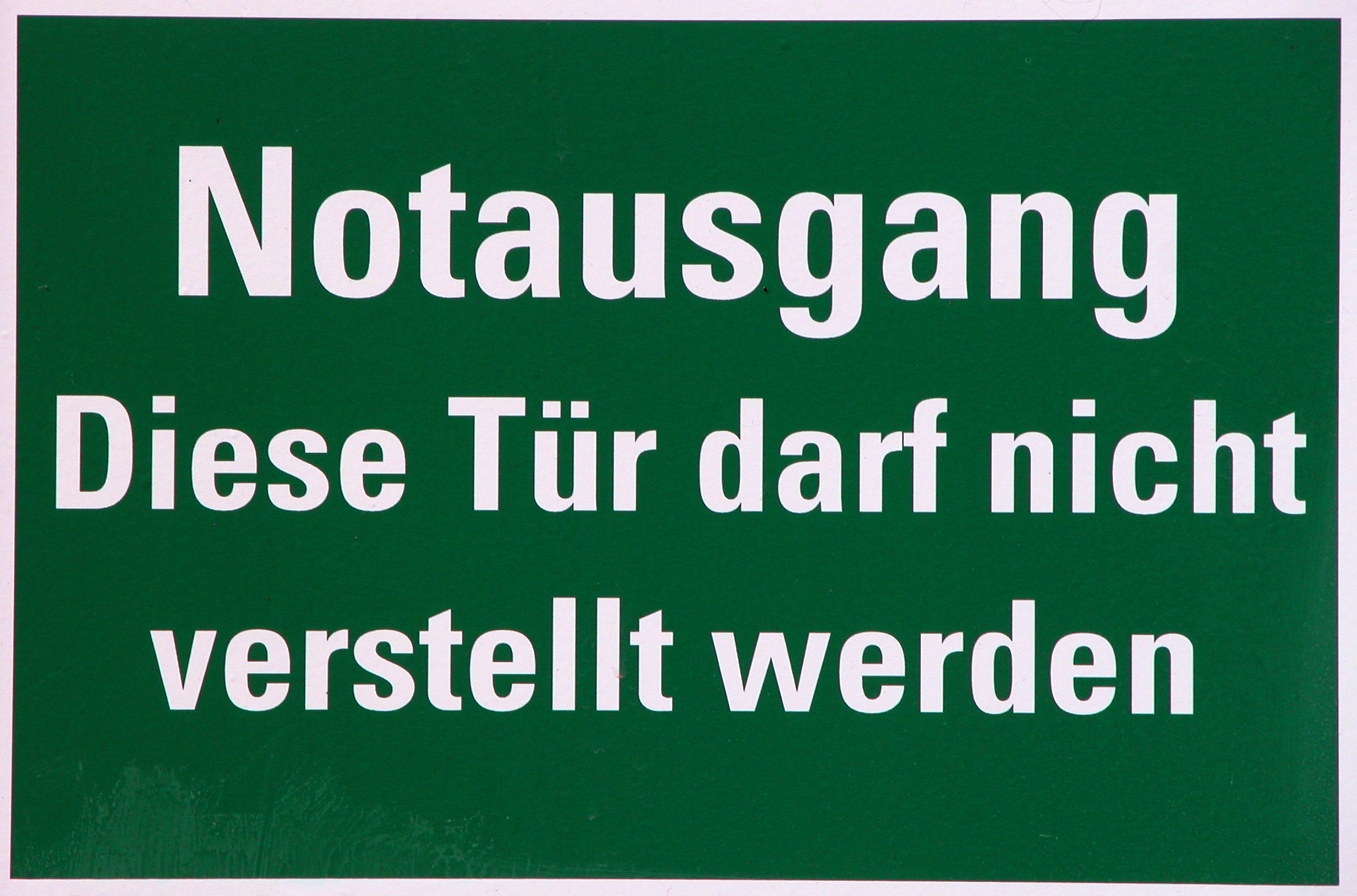
Textschilder entsprechen nicht mehr der gültigen Norm

Seit 2013 sind die Rettungszeichen nach der internationalen Norm ISO 7010 verbindlich. Dies soll unter anderem in einem vereinheitlichten europäischen Arbeitsmarkt eine einheitliche Kennzeichnung gewährleisten und Verständnisprobleme vermeiden. Aus diesem Grund vermeiden die neuen Zeichen Text auf den Schildern, weil dieser bei fremdsprachigen Arbeitnehmern zu Missverständnissen führen kann. Die früher üblichen Schilder mit der weißen Schrift „Notausgang“ auf grünem Grund entsprechen daher nicht mehr der Norm.
Die Rettungszeichen-Piktogramme sind weiß und befinden sich auf einem rechteckigen Schild mit grünem Hintergrund (Grün/RAL 6032 Signalgrün) und weißem Rand. Verwendet werden sie vor allem im gewerblichen Bereich und in der Unfallverhütung am Arbeitsplatz. Sie weisen hauptsächlich auf vorhandene Rettungswege, Rettungseinrichtungen (Erste Hilfe, Arzt) oder Rettungsmittel (Trage, Notdusche, Augenspüleinrichtung) hin. Es besteht dort auch die Möglichkeit, diese Schilder mit einem Richtungsschild zu kombinieren. Richtungsschilder alleine sind nicht zulässig.
EN ISO 7010 definiert Kennbuchstaben für die verschiedenen Kategorien der Sicherheitskennzeichen:
- P = Verbotszeichen
- W = Warnzeichen
- M = Gebotszeichen
- E = Rettungszeichen
- F = Brandschutzzeichen

Durch den Kennbuchstabe sowie einer dreistelligen Ziffer lässt sich jedes genormte Sicherheitskennzeichen identifizieren.

### Deutschland
In Deutschland sind Rettungszeichen konkret in den Technischen Regeln für Arbeitsstätten (ASR) geregelt. Diese sind eine amtlich anerkannte Sammlung für technische Regeln und Richtlinien unter dem Rechtsrahmen des Arbeitsschutzgesetzes. Die ASR A1.3 mit dem Titel „Sicherheits- und Gesundheitskennzeichnung“ regelt die genauen Kennzeichnungspflichten für Arbeitsstätten. Im Zusammenhang mit Rettungszeichen ist auch die ASR A2.3 „Fluchtwege, Notausgänge, Flucht- und Rettungsplan“ zu beachten. Die früher maßgeblichen Kennzeichnungsregelungen nach BGV A8 wurden durch die aktuellere ASR A1.3 abgelöst. Bestehende Beschilderung hat jedoch Bestandsschutz
Die ASR A1.3 definiert darüber hinaus Zusatzzeichen, die zusammen mit einem Sicherheitszeichen verwendet werden und ein Kombinationszeichen ergeben.

### Österreich
In Österreich löst die EN ISO 7010 die aus dem Jahr 1997 stammende ÖNORM Z 1000 ab, die mit 1. Oktober 2012 zurückgezogen wurde.

## Übersicht
| EN ISO 7010                          | DIN 4844-2:2001                | Richtlinie 92/58/EWG     | Kennzeichnungsverordnung | The Health and Safety (Safety Signs and Signals) Regulations 1996 |
| ------------------------------------ | ------------------------------ | ------------------------ | ------------------------ | ----------------------------------------------------------------- |
| E001: Rettungsweg/Notausgang (links) | Rettungsweg/Notausgang         | Rettungsweg — Notausgang | Rettungsweg – Notausgang | Emergency exit/escape route                                       |
| E001: Rettungsweg/Notausgang (links) | D-E009: Rettungsweg/Notausgang | Rettungsweg — Notausgang | Rettungsweg – Notausgang | Emergency exit/escape route                                       |
| E003: Erste Hilfe                    | D-E003: Erste Hilfe            | Erste Hilfe              | Erste Hilfe              | First-aid post                                                    |
| E004: Notruftelefon                  | D-E007: Notruftelefon          | Notruftelefon            | Notruftelefon            | Emergency telephone for first aid or escape                       |
| E011: Augenspüleinrichtung           | D-E006: Augenspüleinrichtung   | Augenspüleinrichtung     | Augenspüleinrichtung     | Eyewash                                                           |
| E012: Notdusche                      | D-E005: Notdusche              | Notdusche                | Notdusche                | Safety shower                                                     |
| E013: Krankentrage                   | D-E004: Krankentrage           | Krankentrage             | Krankentrage             | Stretcher                                                         |

## Weltweit

Amerikanisches Notausgangs-Zeichen

Nicht alle Länder verwenden die oben genannte ISO 7010 Norm. In den USA etwa sind nach wie vor andere Rettungszeichen verbreitet.